# Landévennec

Landévennec este o comună în departamentul Finistère, Franța. În 1 ianuarie 2022 avea o populație de 335 de locuitori.